# Le Grêlé 7/13
Le Grêlé 7/13 est une série de bande dessinée créée par les dessinateurs Lucien Nortier et Christian Gaty et le scénariste Roger Lécureux. Elle a été publiée de 1966 à 1971 dans les hebdomadaires Vaillant (à partir du no 1078) puis Pif Gadget. Le dernier épisode, intitulé Les derniers combats, paraît en mai 1971 dans le numéro 118 de Pif Gadget.

## Présentation
Jean-Pierre Gavroche, alias « Le Grêlé 7/13 », est un jeune maquisard ainsi surnommé pour avoir sept taches de rousseur sur la joue gauche, et treize sur la joue droite. Résistant français pendant la période de l'Occupation et agent secret, il est souvent aidé par son meilleur ami « l'Ermite », dans sa lutte contre les occupants nazis. Son principal ennemi est le colonel von Hartz.
D'après une présentation de la série parue dans Pif Gadget, le dessinateur Lucien Nortier aurait eu une expérience de première main pour créer son personnage, ayant été lui-même résistant et maquisard.